# Einwohnerentwicklung von Zielona Góra

Stadtwappen

Dieser Artikel gibt die Einwohnerentwicklung von Grünberg in Schlesien/Zielona Góra tabellarisch und grafisch wieder. Am 31. Dezember 2020 betrug die Amtliche Einwohnerzahl für Zielona Góra 140.892. Die höchste Einwohnerzahl hatte Zielona Góra nach Angaben der GUS im Jahr 2019 mit 141.222 Einwohnern.

## Einwohnerentwicklung
| Jahr | Einwohner | Anmerkungen |
| ---- | --------- | --- |
| 1890 | 16 092    | Davon 13.753 evangelisch, 2071 römisch-katholisch und 192 jüdisch.                                                                |
| 1925 | 24 898    | Davon 21.012 evangelisch, 3079 römisch-katholisch, 45 sonstige Christen und 69 jüdisch.                                           |
| 1933 | 25 330    | Davon 20.899 evangelisch, 3120 römisch-katholisch, 5 sonstige Christen und 48 jüdisch.                                            |
| 1939 | 25 804    | Davon 20.890 evangelisch, 3384 römisch-katholisch, 173 sonstige Christen und 15 jüdisch.                                          |
| 1946 | 15 738    | Volkszählung |
| 1950 | 31 634    | Volkszählung |
| 1955 | 39 443    | |
| 1960 | 54 291    | Volkszählung |
| 1961 | 56 200    | |
| 1962 | 57 900    | |
| 1963 | 59 700    | |
| 1964 | 61 400    | |
| 1965 | 62 844    | |
| 1966 | 64 300    | |
| 1967 | 68 700    | |
| 1968 | 70 100    | |
| 1969 | 72 300    | |
| 1970 | 73 485    | Volkszählung |
| 1971 | 74 967    | |
| 1972 | 77 400    | |
| 1973 | 79 700    | |
| 1974 | 82 260    | |
| 1975 | 84 230    | |
| 1976 | 87 100    | |
| 1977 | 89 600    | |
| 1978 | 94 300    | Volkszählung |
| 1979 | 98 000    | |
| 1980 | 101 091   | |
| 1981 | 103 536   | |
| 1982 | 105 503   | |
| 1983 | 107 806   | |
| 1984 | 109 442   | |
| 1985 | 109 926   | |
| 1986 | 112 201   | |
| 1987 | 113 277   | |
| 1988 | 112 024   | Volkszählung |
| 1989 | 113 322   | |
| 1990 | 114 126   | |
| 1991 | 114 910   | |
| 1992 | 115 134   | |
| 1993 | 115 557   | |
| 1994 | 115 768   | |
| 1995 | 116 329   | |
| 1996 | 117 364   | |
| 1997 | 117 850   | |
| 1998 | 118 182   | |
| 1999 | 118 786   | |
| 2000 | 118 987   | |
| 2001 | 119 152   | |
| 2002 | 118 362   | Volkszählung |
| 2003 | 118 730   | |
| 2004 | 118 516   | |
| 2005 | 118 221   | |
| 2006 | 118 115   | |
| 2010 | 117 669   | |
| 2012 | 119 182   | |
| 2015 | 138 512   | Zusammenschluss der Landgemeinde Zielona Góra und der Stadt Zielona Góra. Eingemeindung aller Orte der Landgemeinde in die Stadt. |
| 2016 | 139 330   | |
| 2017 | 139 819   | |
| 2018 | 140 297   | |
| 2019 | 141 222   | Höchste Einwohnerzahl |
| 2020 | 140 892   | |
| 2021 | 140 002   | Volkszählungsergebnis |

## Nationalitäten
Die Volkszählung aus dem Jahr 2002 ergab folgendes Ergebnis für die Stadt bei einer Einwohnerzahl von 118.293:
| Nationalität (Ethnie) | Anzahl  | Prozentzahl |
| --------------------- | ------- | ----------- |
| polnisch              | 113.449 | 95,5 %      |
| ukrainisch            | 136     | 00,11 %     |
| lemkisch              | 99      | 00,08 %     |
| deutsch               | 87      | 00,07 %     |

Folgendes Ergebnis ergab die Volkszählung 2002 für die Landgemeinde bei einer Einwohnerzahl von 15.004:
| Nationalität (Ethnie) | Anzahl | Prozentzahl |
| --------------------- | ------ | ----------- |
| polnisch              | 14.716 | 98,08 %     |
| ukrainisch            | 21     | 00,14 %     |
| deutsch               | 19     | 00,13 %     |

2002 war nur die Nennung einer Nationalität möglich.
Die Volkszählung aus dem Jahr 2011 ergab folgendes Ergebnis für die Stadt bei einer Einwohnerzahl von 118.982:
| Nationalität (Ethnie) | Anzahl  | Prozentzahl |
| --------------------- | ------- | ----------- |
| polnisch              | 116.721 | 98,1 %      |
| deutsch               | 425     | 00,4 %      |
| ohne Angabe           | 1.784   | 01,5 %      |

2011 war die Nennung von zwei Nationalitäten möglich. Deshalb ist die Addition der Nationalitäten zu einer Summe nicht möglich.

## Stadtfläche
- 1995 – 58,32 km²
- 2020 – 58,34 km²
- 2020 – 278,32 km² (nach Zusammenschluss der Stadt und Landgemeinde Zielona Góra)